# Andrea Suwa
Andrea Suwa (* 13. Januar 1972 in Schwäbisch Gmünd, Baden-Württemberg) ist eine deutsche Schauspielerin, die durch ihre Rolle der Jessica Prozeski in der Serie Verbotene Liebe bekannt wurde.

## Leben
Andrea Suwa legte 1991 am Parler-Gymnasium in Schwäbisch Gmünd das Abitur ab und studierte anschließend vier Semester Mathematik und Sport auf Lehramt. In dieser Zeit nahm sie an einem Wettbewerb der Zeitschrift Bravo teil, deren Leser sie 1992 zum „Girl des Jahres“ wählten. In der Folge brach sie das Studium ab und war als Model erfolgreich, unter anderem in Werbespots für Kosmetikprodukte und Süßwaren sowie in Versandkatalogen. Von 1997 bis 1998 spielte sie in der Daily Soap Verbotene Liebe eine Hauptrolle und übernahm anschließend die Moderation eines Reisemagazins bei VOX. 1999 wurde Suwa Kuss-Weltmeisterin und steht mit dem Rekord, in fünf Stunden 10.002 Frauen, Männer und Kinder geküsst zu haben, im Guinness-Buch der Rekorde.
Für den Playboy zog sie sich für die Ausgabe vom Juli 2005 aus. Im selben Jahr trat sie in der Reality-Show Die Burg auf.
Bis 2008 spielte sie in verschiedenen deutschen Krimiserien vor allem die Rolle der Ermittlerin. Als weitere Engagements ausblieben, erklärte sie, eine Pause zur Neuorientierung einlegen zu wollen. Seither waren keine weiteren Fernsehauftritte zu verzeichnen. Gelegentlich trat sie aber auch in der Folgezeit als Veranstaltungsmoderatorin auf.

## Filmografie
- 1997–1998: Verbotene Liebe (Fernsehserie, 127 Folgen)
- 1998: Der Clown (Fernsehserie, eine Folge)
- 1999: Rund ums Mittelmeer
- 1999: Balko (Fernsehserie, eine Folge)
- 2000: Die Wache (Fernsehserie)
- 2000: Die Motorrad-Cops – Hart am Limit (Fernsehserie, eine Folge)
- 2004: Alles Atze (Fernsehserie, eine Folge)
- 2005: Die Burg – Prominent im Kettenhemd (Reality-Show)
- 2005: Wiedersehen (Kurzfilm)
- 2006: Das Jugendgericht (Fernsehserie, eine Folge)
- 2007: Alarm für Cobra 11 – Die Autobahnpolizei (Fernsehserie, zwei Folgen)
- 2007–2008: Staatsanwalt Posch ermittelt (Fernsehserie, zwei Staffeln)
- 2008: 112 – Sie retten dein Leben (Fernsehserie, eine Folge)